# Хронске Кљачани
Хронске Кљачани (слч. Hronské Kľačany) насељено је мјесто са административним статусом сеоске општине (слч. obec) у округу Љевице, у Њитранском крају, Словачка Република.

## Становништво
| Година:    | 1994. | 2004.   | 2014.   | 2024.   |
| ---------- | ----- | ------- | ------- | ------- |
| Број људи: | 1495  | 1438    | 1451    | 1400    |
| Разлика:   |       | -3,81 % | +0,90 % | -3,51 % |

| Година:    | 2023. | 2024.   |
| ---------- | ----- | ------- |
| Број људи: | 1394  | 1400    |
| Разлика:   |       | +0,43 % |

Према подацима о броју становника из 2011. године насеље је имало 1.462 становника.